# Informele economie
Onder de informele economie (ook: verborgen economie) verstaat men de wettelijke en onwettelijke economische activiteiten die niet in de officiële cijfers tot uitdrukking komen, doordat ze niet worden waargenomen door de instellingen die de nationale rekeningen opstellen, zoals bijvoorbeeld het CBS in Nederland en het Instituut voor de Nationale Rekeningen in België. De term wordt vooral geassocieerd met de derde wereld, waar in veel landen meer dan de helft van de bevolking werkzaam is in de informele sector. Dat neemt niet weg dat ook in ontwikkelde landen vele informele economische activiteiten plaatsvinden.
Hieronder valt onder meer werk dat mensen thuis uitvoeren, onbetaald vrijwilligerswerk of het werk in het zwarte circuit. Een voorbeeld van het eerste: A vult de belastingaangifte van B in en mag in ruil daarvoor enige tijd de zonnebank van B lenen. Beide partijen achten deze "prestaties" in een redelijke verhouding tot elkaar staan. Omdat er geen geld gemoeid is met deze transactie is het moeilijk om een exacte waarde vast te stellen. Bij vrijwilligerswerk leveren personen arbeid bij allerlei organisaties, zoals de lokale sportverenigingen, oudercomités enzovoort zonder dat ze hiervoor een vergoeding krijgen. Deze transacties zijn dus "onzichtbaar" en komen daarmee niet in de bbp-cijfers tot uitdrukking; ze zijn wel volstrekt legaal.
Andere informele activiteiten zijn dan weer illegaal, niet noodzakelijk de activiteit zelf, maar omdat een of andere regel overtreden wordt. Er worden bijvoorbeeld geen belastingen betaald, of bepaalde vergunningen ontbreken. Ook flessendragen valt onder de informele economie. In werk in en rond het huis komen beide soorten van activiteiten vaak voor. Vele mensen gaan doe-het-zelven op en rond het huis, maar huisonderhoud en verbouwingen zijn ook een sector waar veel zwartwerken voorkomt.